# Oranienburger Vorstadt

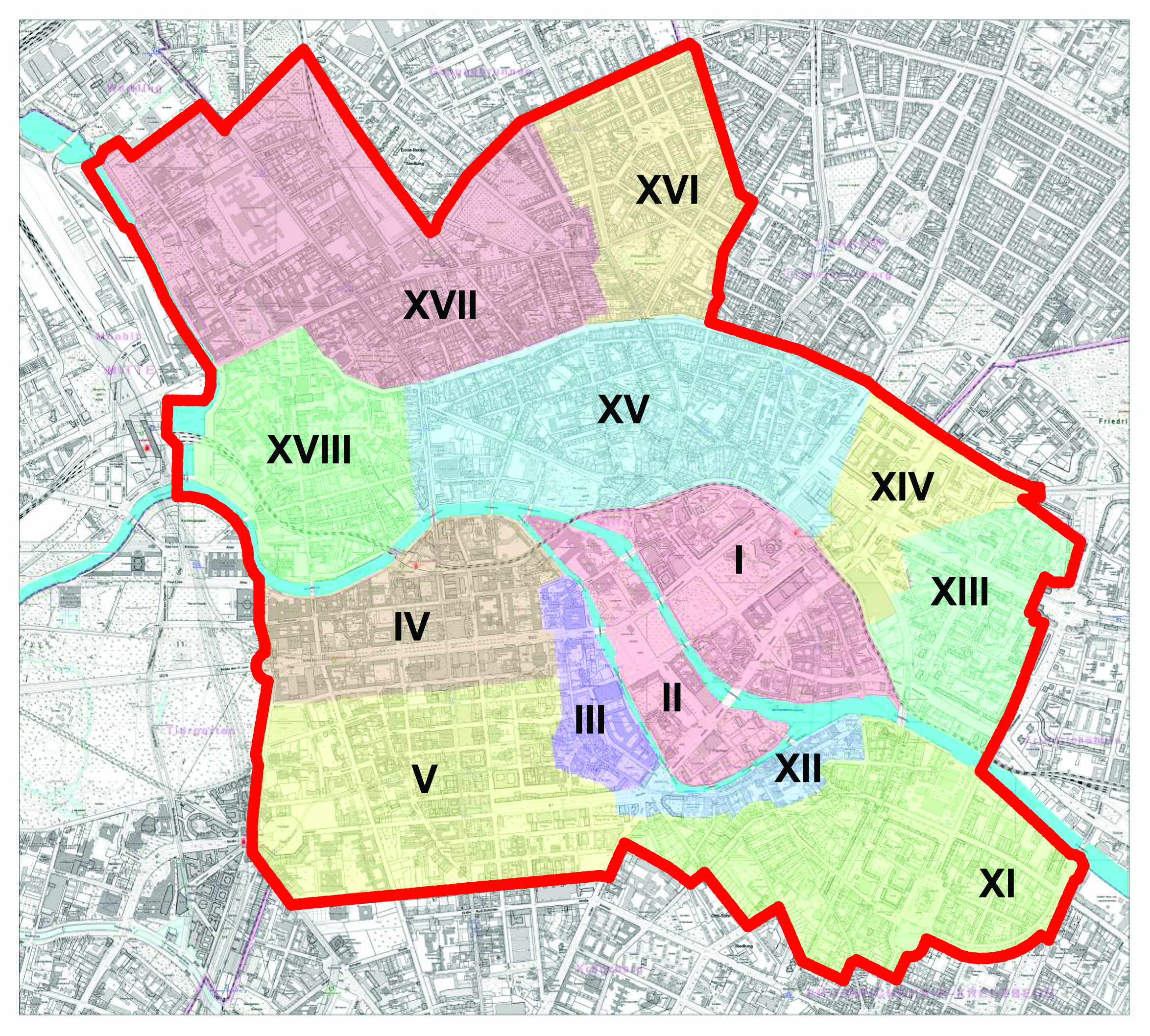
Oranienburger Vorstadts historiska utsträckning är markerad med XVII i rosa på kartan över Berlin.

Oranienburger Vorstadt är en historisk stadsdel i stadsdelsområdet Mitte i norra delen av Berlins innerstad. Området saknar idag administrativ betydelse och ingår i de administrativa stadsdelarna Mitte, Wedding och Gesundbrunnen. Oranienburger Vorstadt är uppkallad efter den tidigare stadsporten Oranienburger Tor i Berlins tullmur och utgjordes av kvarteren utanför stadsporten.

## Avgränsning
Oranienburger Vorstadts gränser före Stor-Berlins bildande 1920 var:
- I söder den tidigare sträckningen för Berlins tullmur längs Hannoversche Strasse och Torstrasse.
- I öster Brunnenstrasse
- I väster Berlin-Spandauer Schifffahrtskanal
- I norr längs ån Panke, Gerichtstrasse, Grenzstrasse och Hochstrasse

## Historia
Förstaden utanför Oranienburger Tor kallades ursprungligen Äussere Spandauer Vorstadt, den del av Spandauer Vorstadt som låg utanför muren. Först 1824 infördes namnet Oranienburger Vorstadt som officiellt namn på området.

### 1700-talet och 1800-talet
Ursprunget till bebyggelsen i Oranienburger Vorstadt var bosättningen Neu-Voigtland som anlades under mitten av 1700-talet utanför Berlins tullmur mellan Hamburger Tor och Rosenthaler Tor. Här slog sig huvudsakligen byggnadsarbetare och hantverkare från Vogtland i Sachsen ned, vilket gav upphov till namnet Neu-Voigtland. Hela området mellan den nordvästra delen av Berlins tullmur och Wedding kom från 1824 att kallas Oranienburger Vorstadt och införlivades 1831 med staden Berlin.
Oranienburger Vorstadt kom under 1800-talet att utvecklas till en betydande industristadsdel, där järngjuterier och maskinverkstäder anlades tätt tillsammans, som Königliche Eisengiesserei på Invalidenstrasse (1804), Neue Berliner Eisengiesserei (1825–1826) och 1837 Borsigs verkstäder på Chausseestrasse. Denna koncentration av fabriker ledde till att området under 1800-talet ibland betecknades "Feuerland", en beteckning som återupplivats i marknadsföringssyfte under 2000-talet. Arbetskraften för den blomstrande metallindustrin bodde i tidiga föregångare till Berlins hyreskaserner, till exempel i Wülcknitzska husen på Gartenstrasse. De katastrofala levnadsförhållandena i dessa hyreskaserner beskrevs bland annat av Bettina von Arnim 1843 i hennes bok Dies Buch gehört dem König. På grund av de begränsade möjligheterna till expansion kom de flesta gjuterier, lokomotiv- och järnvägsvagnsfabriker att flytta sina verksamheter längre ut från staden i slutet av 1800-talet; Borsigverkstäderna flyttades från Chausseestrasse till Moabit och senare därifrån vidare till Tegel. I nordöstra delen av Oranienburger Vorstadt uppfördes fabriksbyggnader för AEG som fortfarande till stor del bevarats. Här anlades också Humboldthain, en av Berlins första stora offentliga parker. Området kring Invalidenstrasse kom att domineras av Stettiner Bahnhof, Berlins huvudsakliga station för stambanans tågtrafik norrut i riktning mot Östersjökusten. Stora delar av bebyggelsen kom att bestå av den för Berlin typiska hyreshusbebyggelsen från 1800-talets andra halva, ofta blandad med hantverks- och industribyggnader. Meyers Hof på Ackerstrasse kom att bli ett ökänt exempel på de mycket dåliga levnadsförhållandena i Berlins arbetarkvarter.

### 1900-talet och 2000-talet
Chansonetteneck var en populär beteckning på gathörnet Friedrichstrasse/Chausseestrasse utanför Oranienburger Tor, där det under slutet av 1800-talet och början av 1900-talet uppstod ett känt nöjeskvarter. 
När Stor-Berlin bildades i en stor administrativ reform 1920 kom Oranienburger Vorstadt att splittras mellan de nybildade stadsdelarna Mitte och Wedding, där gränsen drogs längs Boyenstrasse – Liesenstrasse – Gartenstrasse – Bernauer Strasse. Från 1961 till 1990 löpte här en del av Berlinmuren, då den del som tillhörde Mitte låg i Östberlin och den del som tillhörde Wedding låg i den franska ockupationssektorn i Västberlin, mellan 1945 och 1990.
Efter Berlinmurens fall 1989 kom många bostäder och arbetsplatser att saneras och nya verksamheter startades i stadsdelen. AEG:s verkstadsområde i Wedding vid Brunnenstrasse kom att bebyggas med hyreshus och Landesbank Berlin övertog Nixdorfs byggnadskomplex. Redan 1984 hade Technische Universität Berlin flyttat in i de historiska byggnaderna vid Voltastrasse, där Berliner Innovations- und Gründerzentrum (BIG) samt Technologie- und Innovationspark (TIP) skapades.
År 1992 revs Stadion der Weltjugend, då man istället skulle uppföra en multifunktionssporthall inför Berlins OS-ansökan för år 2000. Berlin kom dock aldrig att tilldelas spelen och tomten var länge obebyggd, fram tills Bundesnachrichtendienst lät uppföra sitt högkvarter här, färdigställt 2019.

## Kända byggnader och platser

### Museer och minnesplatser
- Naturkundemuseum på Invalidenstrasse 43, känt för sitt kompletta 23 meter långa och 12 meter höga Giraffatitanfossil.
- Gedenkstätte Berliner Mauer på Bernauer Strasse, som omfattar hela murens tidigare sträckning från Schwedter Strasse till Gartenstrasse. Till minnesplatsen hör även besökscentrumet vid hörnet med Gartenstrasse.

### Begravningsplatser
Under Fredrik Vilhelm I:s regeringstid förbjöds anläggandet av nya begravningsplatser innanför stadens murar, samtidigt som befolkningen och behovet av begravningsplatser stadigt ökade. Fyra församlingar anlade sina begravningsplatser strax utanför Oranienburger Tor. Eftersom många kända konstnärer och militärer har levt och verkat i dessa församlingar i centrala Berlin, finns här idag många kända Berlinbors sista viloplatser. 
Mellan Scharnhorststrasse och Berlin-Spandauer Schifffahrtskanal anlades 1748 Invalidenfriedhof, där generalen Gerhard von Scharnhorst med flera militärer begravts. 1763 anlades Dorotheenstädtischer Friedhof på Chausseestrasse 126, där bland andra Bertolt Brecht, August Borsig, Ernst Litfass och Karl Friedrich Schinkel är begravda.
Französischer Friedhof anlades 1780 som begravningsplats för Französischer Doms franska församling, där många av Berlins franskättade hugenotter begravdes. På Zweiter Sophien-Friedhof på Bergstrasse 29 vilar bland andra Albert Gustav Lortzing. Mitt emot denna tvärs över Ackerstrasse ligger sedan 1844 St. Elisabeth-Friedhof, begravningsplats för bland andra Gottlieb Friedrich Wollank.

### Tidigare byggnader
Berlins tidigare station för den norra stambanan, Stettiner Bahnhof, uppfördes 1842 och var Berlins tredje fjärrtågstation, som framförallt hanterade trafiken mot Östersjökusten, Stettin och Pommern. En större stationsbyggnad uppfördes 1876 efter ritningar av Theodor August Stein som redan omkring 1900 ytterligare utvidgades. Stationsbyggnaden skadades svårt i andra världskriget. År 1950 kom de sovjetiska ockupationsmyndigheterna att byta namn på stationen till Nordbahnhof. År 1951 stängdes stationen för fjärrtrafik och 1962 revs ruinerna av huvudbyggnaden. Idag återstår endast resterna av lokaltrafikstationsbyggnaden och den underjordiska stationen Nordbahnhof för Berlins pendeltåg.
I Invalidenpark invigdes 1895 Gnadenkirche, ritad av Max Spitta i tidigromansk stil. Den krigsskadade kyrkan förföll efter andra världskriget och resterna sprängdes 1967. 
Stadion der Weltjugend invigdes 1950 under namnet Walter-Ulbricht-Stadion. Med en publikkapacitet på 70 000, senare ombyggd till 50 000, var det en av de största friidrotts- och fotbollsarenorna i Östtyskland. Den bytte namn till Stadion der Weltjugend 1973 och revs 1992 i samband med Berlins ej framgångsrika kandidatur för OS 2000.